# GiRLPOP TV
『GiRLPOP TV』（ガールポップ ティービー）は、MUSIC ON! TVで2012年9月15日から2013年6月26日まで放送されていた音楽番組。全20回。関連番組に『GiRLPOP CHECK iT!』などがある。

## 概要
若手女性アーティスト専門の音楽雑誌『GiRLPOP』と連動した音楽バラエティ。全編VTRによる構成で毎回複数の女性アイドルが出演する。活動紹介や、さまざまな企画を通して彼女たちの魅力を伝えていく。
2013年4月にリニューアルし、月1放送（60分）から週1放送（30分）になった。月1放送時代（#1-7）は、その回のメインゲストの女性アイドルグループからメンバー2人が、オープニング&エンディングと各コーナー冒頭（VTR振り）のナレーションを担当。週1放送へリニューアル後は、第12回よりメインアーティストがオープニングのみ担当。

## コーナー
GiRLPOP NEWS
ガールポップ・シーンの最新情報を伝えるニュースコーナー。略してGPN。
のびのび乃木坂
乃木坂46のメンバー3人が話題のスポットや気になる場所に行って、のびのび愉快な体験をするロケ企画。
聴かせたGiRL!
アイドルがゲームに挑戦し、そこで獲得した秒数の分だけ新譜のMVを流してPRできる。
ご当地アイドル特集
ローカルアイドル1組をピックアップ。地元での活動を中心に密着取材、ライブ映像をまじえて紹介する。
モーニング娘。11期メンバー『スッピン歌姫』オーディション
新メンバーオーディションを密着取材。オーディション終了後は、新メンバーに決定した小田さくらを中心にモーニング娘。の最新情報を紹介。
のこべん!!
アイドルとして成長するため苦手なテーマを居残り勉強できっちり克服してもらうコーナー。

## 放送時間
| 放送期間                      | 放送日時                 | 放送局       | 備考                 |
| ----------------------------- | ------------------------ | ------------ | -------------------- |
| 2012年9月15日 - 2013年3月09日 | 第二日曜日 00:00 - 01:00 | MUSIC ON! TV | 本放送、不定期再放送 |
| 2013年4月03日 - 2013年6月26日 | 毎週水曜日 18:00 - 18:30 | MUSIC ON! TV | 本放送               |
| 2013年4月05日 - 2013年6月28日 | 毎週金曜日 01:30 - 02:00 | MUSIC ON! TV | 再放送               |

## 放送日程

### 月1放送
| 回 | 放送日         | ナレーター                         | 放送内容 |
| -- | -------------- | ---------------------------------- | --- |
| 1  | 2012年9月16日  | 水野由結 菊地最愛 (さくら学院)     | - モーニング娘。 - 新メンバーオーディションに密着 - さくら学院 - 大縄跳びとカルメ焼き作りに挑戦! - TOKYO IDOL FESTIVAL 2012に潜入（LinQ、しず風&絆〜KIZUNA〜、Negicco） - のびのび乃木坂「風鈴作りに挑戦」（斉藤優里・白石麻衣・高山一実） - 9nine - 初めての野音ライブに密着 - ED曲 - モーニング娘。「One・Two・Three」                                     |
| 2  | 2012年10月14日 | 根岸愛 増井みお (ぱすぽ☆)          | - モーニング娘。 - 新メンバー決定の裏側 - のびのび乃木坂「お菓子作りに挑戦」（若月佑美・井上小百合・西野七瀬） - Dorothy Little Happy - 単独インタビュー - ぱすぽ☆ - のこベン!「根岸愛」（森詩織・玉井杏奈） - SUPER☆GiRLS - スパガメンバー抜き打ちファッションチェック - ED曲 - SUPER☆GiRLS「赤い情熱」                                                     |
| 3  | 2012年11月11日 | 中島早貴 萩原舞 (℃-ute)            | - のびのび乃木坂「スポーツの秋を満喫」（桜井玲香・深川麻衣・松村沙友理） - ひめキュンフルーツ缶 - ひめキュン 初めての東京ワンマンライブ - NMB48 - 聴かせたGiRL!「北川謙二」（小笠原茉由・岸野里香・矢倉楓子） - ℃-ute - 神聖なる座談会SP - GiRLPOP NEWS（渡辺麻友GiRLPOP表紙の撮影現場に潜入 ほか） - ED曲 - 渡辺麻友「ヒカルものたち」                      |
| 4  | 2012年12月9日  | 高山一実 深川麻衣 (乃木坂46)       | - Berryz工房 - ショッピングでWANT!（清水佐紀・須藤茉麻・夏焼雅） - RYUTist - ゆりり卒業ライブに密着 - GPN（田中れいな モーニング娘。卒業を発表 ほか） - LiVE GiRLPOP 舞台裏に潜入!（Dancing Dolls、スマイレージ、東京女子流、乃木坂46、9nine） - のびのび乃木坂「キャンドル作りを体験!」（衛藤美彩・中田花奈・宮澤成良） - ED曲 - 乃木坂46「制服のマネキン」 |
| 5  | 2013年1月13日  | 譜久村聖 飯窪春菜 (モーニング娘。) | - のびのび乃木坂「大自然をのびのび満喫!」（能條愛未・齋藤飛鳥・永島聖羅） - ご当地アイドル特集 - キャラメル☆リボン 地元・大阪の活動に密着 - GPN（T-Palette Records 感謝祭2012 ほか） - bump.y - 聴かせたGiRL!「COSMOの瞳」 - モーニング娘。 - 小田さくら 初のMV撮影 - ED曲 - モーニング娘。「Help me!!」                                                     |
| 6  | 2013年2月10日  | 新井ひとみ 庄司芽生 (東京女子流)   | - のびのび乃木坂「話題の水族館を見学!」（生駒里奈・和田まあや・大和里菜） - モーニング娘。 - 小田さくら デビュー公演に潜入! - 真野恵里菜 - 卒業記念インタビュー（特別ゲスト：矢島舞美） - ご当地アイドル特集 - フルーティー 北海道の活動に密着 - GPN（SKE48 バレンタインソング ほか） - 東京女子流 - ヒットアイテムを紹介 - ED曲 - 東京女子流「約束」        |
| 7  | 2013年3月10日  | 佐武宇綺 村田寛奈 (9nine)          | - のびのび乃木坂「浅草花やしきを満喫!」（橋本奈々未・秋元真夏・伊藤寧々） - ご当地アイドル特集 - 山口活性学園アイドル部 新曲発売イベントを取材! - 前田敦子 - 独占インタビュー - GPN（LinQリーダー上原あさみ卒業! ほか） - 9nine - クイズ!そんなの知ら9nine - ED曲 - 9nine「colorful」                                                                        |

### 週1放送
| 回 | 放送日        | 放送内容 |
| -- | ------------- | --- |
| 8  | 2013年4月3日  | - PASSPO☆ - 1時間でお料理対決!（根岸愛・増井みお・槙田紗子） - GiRLPOP NEWS（モーニング娘。 両A面シングルリリース ほか） - のびのび乃木坂「トリックアートで不思議体験!?」（能條愛未・市來玲奈・伊藤万理華） - ED曲 - ぱすぽ☆「少女飛行」 |
| 9  | 2013年4月10日 | - ℃-uteの大人力テスト 目指せ!大人のアーティスト♥（矢島舞美・岡井千聖・萩原舞） - GPN（AKB48高橋みなみソロデビュー ほか） - のびのび乃木坂「童心に返るレゴランドでのびのび!」（能條愛未・市來玲奈・伊藤万理華） - ED曲 - ℃-ute「Crazy 完全な大人」 |
| 10 | 2013年4月17日 | - モーニング娘。の新曲MVの撮影現場に潜入（コメント：道重・鞘師・田中・生田・工藤・飯窪） - GPN（E-girls渾身の1stアルバムがついにリリース! ほか） - のびのび乃木坂「ラテアートでのびのび!!」（深川麻衣・西野七瀬・斎藤ちはる） - ED曲 - モーニング娘。「ブレインストーミング」 |
| 11 | 2013年4月24日 | - LinQ - 春コーディネート対決（天野なつ・秋山ありす・姫崎愛未・桃咲まゆ・吉川千愛） - GPN（Yun*chi 2ndミニアルバム リリース ほか） - のびのび乃木坂「筆跡鑑定で性格がズバリ!」（深川麻衣・西野七瀬・斎藤ちはる/高橋史） - ED曲 - LinQ「チャイムが終われば」 |
| 12 | 2013年5月1日  | - 河西智美 - 『とも〜みの方程式』 - GPN（9nine クリスマスライブDVD発売 ほか） - のびのび乃木坂「ラフターヨガってどんなヨガ?」（斉藤優里・川村真洋・宮澤成良） - ED曲 - 河西智美「Mine」 |
| 13 | 2013年5月8日  | - スマイレージが遊びまくって笑顔満開（中西香菜、竹内朱莉、勝田里奈、田村芽実） - GPN（バクステ外神田一丁目 メジャーデビューシングル リリース ほか） - のびのび乃木坂「ラフターヨガで心も身体もハッピー」（斉藤優里・川村真洋・宮澤成良） - ED曲 - スマイレージ「旅立ちの春が来た」 |
| 14 | 2013年5月15日 | LiVE GiRLPOP Vol.2 〜Spring Party〜 2013.4.21@Zepp Tokyo - アイドリング!!! 「MAMORE!!!」「さくらサンキュー」 - bump.y 「エスケープ」「Kiss!」 - さくら学院 科学部科学究明機構ロヂカ? 「サイエンスガール▽サイレンスボーイ」 - さくら学院 クッキング部ミニパティ 「ミラクル♪パティフル♪ハンバーガー」 - Cheeky Parade 「BUNBUN NINE9’」「C.P.U !?」 - アップアップガールズ（仮） 「ナチュラルボーン・アイドル」「チョッパー☆チョッパー」 - LinQ 「チャイムが終われば」「Shining Star」 |
| 15 | 2013年5月22日 | - 小野恵令奈 - 目指せ!名カメラマン えれぴょんの女子的写真塾! - GPN（PASSPO☆ 新エアライン三部作 第1弾シングル! ほか） - のびのび乃木坂「ワンちゃんのしつけでのびのび」（能條愛未・永島聖羅・伊藤寧々） - ED曲 - 小野恵令奈「ファイティング☆ヒーロー」 |
| 16 | 2013年5月29日 | - Dream - あなただけが知っている! DreamのOnly Youクイズ - GPN（Negicco 新曲は小西康陽プロデュース!! ほか） - のびのび乃木坂「ワンちゃんとゲームでのびのび」（能條愛未・永島聖羅・伊藤寧々） - ED曲 - Dream「Only You」 |
| 17 | 2013年6月5日  | - 東京女子流 - フォトブック撮影ゆったリーク - GPN（中川翔子 16枚目のシングルはロックナンバー! ほか） - のびのび乃木坂「演技レッスンでのびのび」（井上小百合・川村真洋・斎藤ちはる） - ED曲 - 東京女子流「運命」 |
| 18 | 2013年6月12日 | - 横山ルリカ - ソロデビュー記念スペシャル - GPN（9nineがスパイに大変身!? ほか） - のびのび乃木坂「演技レッスンでのびのび Part2」（井上小百合・川村真洋・斎藤ちはる） - ED曲 - 横山ルリカ「Walk My Way」 |
| 19 | 2013年6月19日 | - Berryz工房 - ゴールデンチャイナタウンTOUR（菅谷梨沙子・清水佐紀・徳永千奈美） - GPN（BiS 新生BiSのニューシングル ほか） - のびのび乃木坂「ガールスカウトでのびのび」（衛藤美彩・畠中清羅・川後陽菜） - ED曲 - Berryz工房「ゴールデン チャイナタウン/サヨナラ ウソつきの私」 |
| 20 | 2013年6月26日 | - LoVendoЯ - 独占インタビュー - GPN（PASSPO☆ 新エアライン3部作 第2弾発売! ほか） - のびのび乃木坂「ガールスカウトでのびのび Part2」（衛藤美彩・畠中清羅・川後陽菜） - ED曲 - 乃木坂46「ガールズルール」 |

## スタッフ
- ナレーター：熊谷聖香
- ライター：橋本俊哉、増子光男
- ブレーン：永野貴紀
- カメラ：Zeta
- EEA/MA：CRAZY TV
- GiRLPOPエディター：瀬間祐子、石森祐亮、米本弘美、渡辺美帆
- プロダクションマネージャー：宗像耕平、田口稔大、濱野広太郎、柏崎桃香
- アシスタント・プロデューサー：林千加
- 演出：武山仁哉
- プロデューサー：須藤健太郎、酒井智和、武田光平
- エグゼクティブ・プロデューサー：木内隆之、皆川孝徳
- アートディレクター：本郷伸明
- ディレクター：川口智久、土橋覚、高木智和、小田根真仁
- 制作協力：OKNACK
- 制作：M-ON! Entertainment Inc.
- 制作著作：MUSIC ON! TV

過去
- カメラ：桧山堅一朗（ANIKI）
- プロダクションマネージャー：大森規弘
- アシスタント・プロデューサー：古川奈保子
- ディレクター：太田昌伸

## GiRLPOP CHECK iT!
『GiRLPOP CHECK iT!』（ガールポップ チェック イット）は、MUSIC ON! TVで2012年9月7日から2013年3月1日まで毎月第1金曜日14:00 - 15:00に放送されていたミュージック・ビデオ番組。GiRLPOP』編集部がピックアップしたアイドルやガールズグループのミュージックビデオを放送する。毎回、特集アーティスト1組“GiRLPOP Feature!”の楽曲（5曲前後）を含む10〜12曲の歌詞入りフルMV（編集済は除く）をオンエア。
GiRLPOP Feature!
- 2012年 - 9月：AKB48、10月：SUPER☆GiRLS、11月：ももいろクローバーZ、12月：渡辺麻友
- 2013年 - 1月：東京女子流、2月：モーニング娘。、3月：9nine

放送時間
- 初回放送 - 毎月第1金曜 14:00 - 15:00
- リピート - 毎月第1金曜 22:00 - 23:00

## その他の特別番組など

### GiRLPOP TV Presents「SKE48」
- 初回放送：2013年7月17日（水）21:00 - 22:00

### のびのび乃木坂 3期生!!
- 2016年に乃木坂46に加入した3期生メンバーが4人ずつ組んで、先輩メンバー同様話題のスポットや気になる場所に行って、のびのび愉快な体験をするロケ企画。30分間の単独番組として制作。

放送時間
- 第1回初回放送：2017年7月22日（土）21:30 - 22:00
- 第2回初回放送：2017年8月19日（土）19:30 - 20:00
- 第3回初回放送：2017年9月9日（土）20:00 - 20:30
- 第4回初回放送：2017年10月22日（日）19:00 - 19:30